# Hortezuela de Océn
Hortezuela de Océn ist ein zentralspanischer Ort und eine Gemeinde (municipio) mit 33 Einwohnern (Stand: 2024) im Zentrum der Provinz Guadalajara in der Autonomen Gemeinschaft Kastilien-La Mancha. 

## Lage und Klima
Hortezuela de Océn liegt in einer Höhe von ca. 1105 m in der Kulturlandschaft der Serranía. Die Entfernung zur südsüdwestlich gelegenen Provinzhauptstadt Guadalajara beträgt ca. 51 Kilometer (Fahrtstrecke). Das Klima ist gemäßigt bis warm; Regen (533 mm/Jahr) fällt übers Jahr verteilt.

## Bevölkerungsentwicklung
| Jahr      | 1970 | 1981 | 1991 | 2001 | 2011 | 2021 |
| Einwohner | 156  | 119  | 103  | 79   | 65   | 39   |

## Sehenswürdigkeiten
- Sebastianuskirche